# بودا، سوئد
بودا، سوئد (به سوئدی: Boda) یک منطقهٔ مسکونی در سوئد است که در بخش رتویک واقع شده‌است. بودا، سوئد ۲٫۱۱ کیلومتر مربع مساحت و ۵۴۱ نفر جمعیت دارد.
آبشار Styggforsen در این منطقه واقع شده است.